# Muurame
Muurame is een gemeente in de Finse provincie West-Finland en in de Finse regio Centraal-Finland. De gemeente heeft een landoppervlakte van 144,06 km² en telt 10.486 inwoners (2022).

## Geboren
- Jimi Salonen (1994), freestyleskiër